# Kerling
Kêrling (angleško curling) je moštveni šport podoben balinanju s to razliko, da ga igramo na ledu s težkimi nabrušenimi kamni imenovanimi iz angleščine stones. Kerling je najbolj razširjen v Združenem kraljestvu, Skandinaviji, Kanadi in ZDA.

## Igralna površina
Igrišče za kerling, imenovano rink, je 146 čevljev (44,5 m) dolga ter 14 čevljev in 2 palca (4,318 m) široka popolnoma vodoravna ledena ploskev.
Izrednega pomena pri pripravi ledu je tako imenovani pebble, to je poškropljena razpršena voda, ki zamrzne takoj ob stiku z ledom. Ta pebble omogoča kamnom hitrejše drsenje. Pebble se tekom tekme spreminja zaradi od trenja povzročene erozije.
Na vsaki strani igralne površine je narisana tarča imenovana house (hiša) z radijem 6 čevljev (1,83 m). Sredina hiše imenovana tee je določena kot presečišče center line, katera razpolavlja igrišče v longitudinalni smeri, in tee line, postavljena 16 čevljev (4,9 m) od roba igrišča. Poleg tega sta na igrišču še hog lines postavljene na razdalji 37 čevljev (11,3 m).
Hišo sestavljajo obroči s premeri 4, 8 in 12 čevljev (1,22; 2,44 in 3,66 m), ki so zaporedoma rdeče, bele in modre barve.
Blizu roba igrišča so postavljene hacks, ki služijo kot odrivna točka ob izvajanju meta.

## Igra
Kerling igrata dve moštvi s po štirimi predstavniki. Igralci so določeni po vrstnem redu izvajanja metov: prvi ali lead, drugi second, tretji third ter skip, ki meče kot zadnji in je tudi kapetan ekipe. Tekma je sestavljena iz desetih end (rok, rund). Ob vsakem end-u vsak igralec izmenično meče po dvakrat.
Medtem ko so prvi trije igralci zadolženi z metanjem in pometanjem sweepping, skip ostaja v hiši, od koder nadzoruje metalne strategije. Ko pa je on na vrsti za met, ga nadomešča tretji.
Ob metu si igralec pomaga s hack-om od katerega se odrine in oddrsi proti črti hog. Igralec mora kamen izpustiti pred to črto. Če kamen ne doseže predzadnje črte ali preseže zadnjo črto, je odstranjen iz igre.
Cilj igre je izbiti nasprotnikove kamne in postaviti lastne čim bližje tee-ju.
Igralci ki opravljajo sweepping poskušajo usmeriti kamen v smer, ki jo je določil kapetan. To počnejo s tako imenovanim pometanjem (sweeping), tako da povzročajo trenje. Led se začne taliti, kar olajša drsenje kamna.
Ko je vsaka ekipa izvedla po osem metov se določijo točke. Ekipa s kamnom najbližjim sredini (tee-ju) prejme toliko točk, kolikor kamnov ima bližjih sredini kot je najbližji nasprotnikov kamen.
Ekipa, ki ne doseže točk v end-u ima pravico do zadnjega meta -hammer- v naslednjem.

## Kamni
Kamen (stone) je zaokrožen kamen iz škotskega granita (premer 30 cm, višina 11,4 cm) teže ca. 20 kg. Na zgornji strani je pritrjen ročaj, medtem ko je dno vbočeno. Drsalna površina je torej kolobar med radijema 6 mm in 12 mm.

## Zgodovina
Ta šport izhaja iz Škotske in njegove prve omembe zasledimo v 16. stoletju, vendar je zelo verjetno , da je veliko starejši in da so ga igrali po celotni severni Evropi.
Kakorkoli že, WCU (svetovna kerlingška organizacija) ima kot sedež Perth (Velika Britanija).
Kerling je postal olimpijski šport leta 1924 na zimskih olimpijskih igrah v Chamonix-ju in je ostal olimpijska disciplina do leta 1932. Potem je bil več kot 50 let odsoten, do leta 1998 v Naganu.
Trenutno je dežela z največ igralci kerlinga Kanada.
Tudi v Sloveniji so s kerlingom začeli v letu 2010.